# Burkhard Beins

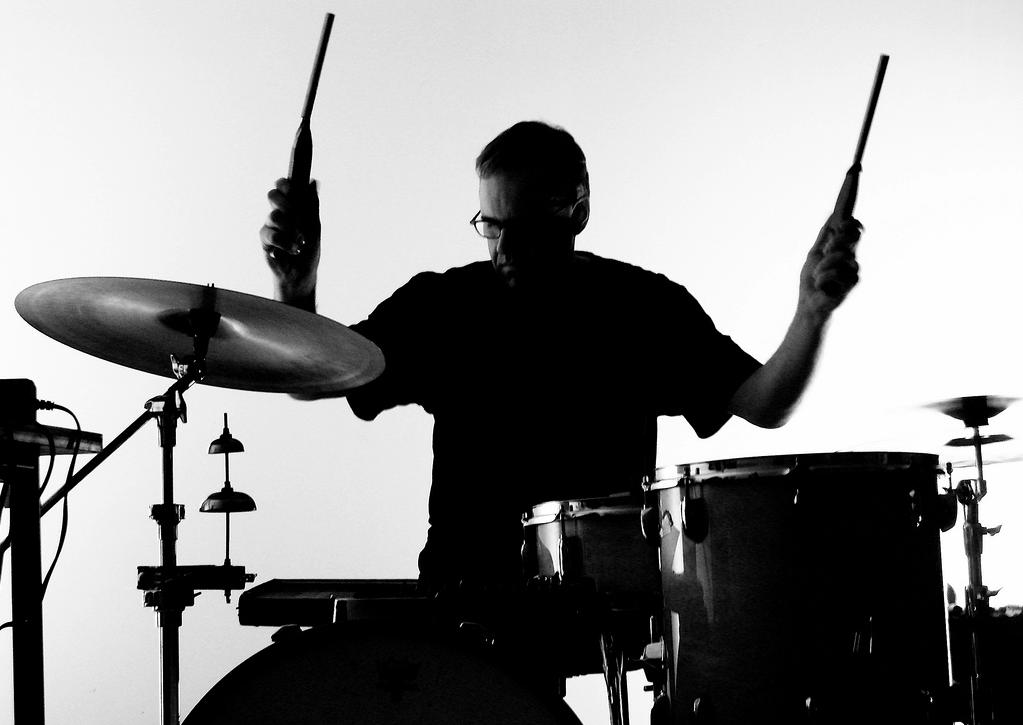
Burkhard Beins, Foto: Christophe Mevel

Burkhard Beins (* 22. Oktober 1964 in Niedersachsen) ist ein deutscher Perkussionist. Er spielt Neue Improvisationsmusik und lebt seit 1995 in Berlin.
Der Autodidakt Beins verwendet neben dem Schlagzeug unterschiedliche Klangobjekte und ungewöhnliche Klangerzeuger (small electrics) bei seinen Auftritten. Seit Ende der 1980er Jahre spielt er auf internationalen Festivals sowie Konzerte und Tourneen in Europa und Nordamerika. 
Beins hat mit Musikern und Komponisten wie Keith Rowe, Sven-Åke Johansson, Peter Niklas Wilson, Orm Finnendahl, John Tilbury, Charlemagne Palestine und Axel Dörner zusammengearbeitet. Er ist Mitglied der Ensembles Perlonex (mit Ignaz Schick), Activity Center (mit Michael Renkel), Polwechsel, The Sealed Knot, Phosphor, Trio Sowari und BBB; weiterhin nahm er mit Lysn auf. Parallel arbeitet er auch im Bereich der Klangkunst.
Beins veröffentlichte insgesamt mehr als 30 LPs und CDs auf den Labels 2:13 Music, Zarek, Erstwhile, HatHut, Mikroton, Absinth, Potlatch und Confront. Seine 2007 erschienene erste Solo-CD Disco Prova kombiniert Field Recordings mit Perkussionsmaterial und digitalem Multitracking.

## Diskographie (Auswahl)
- Burkhard Beins / mit John Butcher / Mark Wastell: Membrane (Confront. 2018)
- Trio Sowari: Third Issue (Mikroton, 2018, mit Bertrand Denzler, Phil Durrant)
- Burkhard Beins / Rhodri Davies / Sven-Åke Johansson: Fallstudien (2017)
- Burkhard Beins: Structural Drift (Künstlerhäuser Worpswede, 2009)
- Burkhard Beins: Disco Prova (Absinth, 2007)
- Perlonex: Tensions w/Keith Rowe + Charlemagne Palestine (Nexsound, 2006)
- Polwechsel: Archives of the North (Hat Hut, 2006, mit Werner Dafeldecker, John Butcher, Michael Moser, Burkhard Stangl, Radu Malfatti)
- Trio Sowari: Three Dances (Potlatch, 2005, mit Bertrand Denzler, Phil Durrant)
- Activity Center & Phil Minton (Absinth Records, 2005)
- Keith Rowe/Burkhard Beins: Live at Amplify (ErstLive, 2004)
- The Sealed Knot: Unwanted Object (Confront Collectors Series 1, 2004)
- Burkhard Beins/Dirk Marwedel/Michael Vorfeld: Misiiki (Rossbin, 2003)
- Burkhard Beins/Sven-Åke Johansson: Santa Fé (...im Raumschiff Zitrone Berlin) (Eventuell, 2003)
- Burkhard Beins/Andrea Neumann: Lidingö (Erstwhile, 2002)
- Phosphor (Potlatch, 2002)
- Perlonex: Peripherique (Zarek, 2001)
- Burkhard Beins/Keith Rowe: Grain (CD, Zarek, 2001)
- Burkhard Beins/John Bisset: Chapel (2:13 Music, 2001)
- Activity Center: Möwen & Moos (2:13 Music, 1999)
- Burkhard Beins, Martin Pfleiderer, Peter Niklas Wilson Yarbles (Hatology, 1997)